# 奥古斯特·迈尔商业综合楼
36°03′54″N 120°18′50.5″E / 36.06500°N 120.314028°E
奥古斯特·迈尔商业综合楼，又称梅尔商业大楼，是位于中国山东省青岛市市南区中山路21-25号的一座商业建筑，建于1906年，最初为商人奥古斯特·迈尔所有，现为市南区一般不可移动文物。

## 历史
中山路21-25号建于1906年，为德国商人奥古斯特·迈尔（德語：August Meier）所建。迈尔与卡尔·维尔德（Carl Wilde）合伙经营“伊尔蒂斯泉”（Iltisbrunnen）矿泉水厂，其公司办公地址即在该楼内。奥托·罗泽（Otto Rose）开办的罗斯洋行1907至1913年也设于此处。罗斯洋行是青岛德占时期的主要书店、出版商之一，曾出版曾出版1902-1914年的青岛行名录（Adressbuch）等。1914年日军占领青岛后，伊尔蒂斯泉曾经仍设于此处，此后用途不详。该建筑现仍为商住楼。2006年5月20日，该建筑列入第二批青岛市历史优秀建筑。2012年11月6日列入市南区未核定为文物保护单位的不可移动文物（一般不可移动文物）名录。2022年的中山路沿街两侧外立面整治工程中，该楼外立面整修，并修复了残缺的山墙。

## 建筑特色
奥古斯特·迈尔商业综合楼占地面积1246.7平方米，建筑面积2387.56平方米，砖混结构，地上3层，有阁楼与地下室。主立面朝西，花岗岩砌基，黄色水刷墙，红瓦坡屋顶，屋顶开老虎窗。二、三层中段出阳台，其上起山墙，北侧凸出悬挑式塔楼，上方以三扇竖窗过渡，塔顶为绿色盔顶，加强凹凸效果。外墙窗套、窗台、窗楣等处均以花岗岩装饰，与水刷墙形成对比，门窗造型灵活多变。该建筑结合了新文艺复兴建筑与德国青年派建筑的造型手法，构图逻辑关系清晰，平稳中透出灵活。

## 图集
- 德占时期1910年代初的中山路，中央为南墙写有伊尔蒂斯泉与罗斯洋行书店广告的奥古斯特·迈尔商业楼，其左侧为水师饭店，右侧为瓦格纳时装店与中山路17号近代建筑
- 第一次日占时期中山路上的迎亲队伍，中间偏右侧的迈尔商业楼北墙上写有伊尔蒂斯泉的日文广告
- 抗战沦陷期的中山路，右侧为迈尔商业楼旧址，最左侧为亚当斯大厦
- 奥古斯特·迈尔商业综合楼旧址，此时该楼山花仍为残缺状态，2016年8月